# Giuseppe Peano
Giuseppe Peano /dʒuˈzɛppe peˈaːno/ (Spinetta di Cuneo (Coni), 27 août 1858 - Cavoretto, près de Turin, 20 avril 1932) est un mathématicien et linguiste italien. Pionnier de l’approche formaliste des mathématiques, il développa, parallèlement à l’Allemand Richard Dedekind, une axiomatisation de l'arithmétique (1889). Il est par ailleurs l’inventeur d'une langue auxiliaire internationale, le Latino sine flexione (LsF) (le latin sans déclinaisons) en 1903. Il fut membre du comité qui créa la délégation pour l'adoption d'une langue auxiliaire internationale.

## Biographie

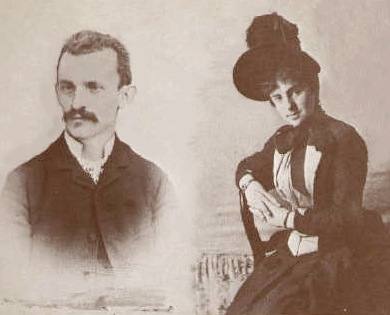
Giuseppe Peano et sa femme Carola Crosio en 1887.

### Enfance
Giuseppe Peano voit le jour dans une ferme, connue sous le nom de Tetto Galant, dans la campagne environnante de Spinetta, un petit village à cinq kilomètres de Coni, dans le Piémont. Il est le deuxième d'une fratrie de cinq enfants, et avec ses frères et sœurs, il fréquente l'école de Spinetta, située loin de la ferme. Quotidiennement, les enfants doivent effectuer un trajet épuisant, lestés d'une bûche de bois pour alimenter le poêle de la classe durant les froids hivers piémontais. Toutes ces contraintes incitent les parents fermiers à déménager à Conti — où l'école est plus proche — dans une habitation aussi sommaire que les conditions de vie, avec deux chambres seulement pour sept personnes. Une fois leur formation terminée, le père choisit donc de retourner avec ses aînés dans la ferme Tetto Galant tandis que sa femme reste à Coni avec les plus jeunes. Rapidement, dans son école, le petit Giuseppe se démarque des autres élèves, ce qui ne manque pas d'interpeller son oncle maternel. Prêtre et juriste à l'évêché de Turin, celui-ci propose alors de le prendre sous son aile afin qu'il puisse poursuivre des études dans de meilleures conditions. Ainsi, vers 1870, le jeune Peano part pour Turin, où il vit avec son oncle qui lui dispense une éducation catholique en même temps que le garçon étudie au lycée Cavour. En 1876, la qualité de ses examens finaux lui permet d'obtenir une bourse pour ses frais de logement et de subsistance au Collegio delle Provincie et ainsi de poursuivre ses études à l'université de Turin. À son goût pour les mathématiques et les études, s'ajoutera toute sa vie l'amour de la campagne et de la nature. 

### Étudiant et enseignant universitaire
À l'université de Turin, Giuseppe Peano s'inscrit d'abord à une formation biannuelle de sciences physiques et mathématiques en vue de s'orienter vers une formation en ingénierie, mais décide finalement de se rediriger vers des études de mathématiques. Il a découvert les mathématiques supérieures avec son professeur Enrico D'Ovidio, chargé des cours de géométrie analytique et d'algèbre, qui lui donne les notes maximales.  
En 1877, lors de la deuxième année universitaire, il suit les cours, entre autres, d'Angelo Genocchi, professeur de calcul infinitésimal, qui aura une influence considérable sur lui. Il réussit ses examens avec brio et remporte le prix de la faculté des sciences. Il se voit même offrir les frais d'inscription pour étudier à l'école royale d'ingénierie — où il pensait alors poursuivre sa carrière universitaire —, mais il décide de continuer à étudier les mathématiques, devenant ainsi l'unique étudiant de troisième année dans cette spécialité. Après deux autres années encore, où il obtient les meilleurs résultats, il achève ses études au début de l'été 1880. Sans surprise, il reçoit son diplôme avec la meilleure mention et, en septembre de la même année, le titre de docteur ès mathématiques, son directeur de thèse étant Enrico D'Ovidio.  
Au début de l'année académique 1880-1881, Giuseppe se voit offrir le poste d'assistant du professeur Enrico D'Ovidio et commence à donner des cours de géométrie et d'algèbre. L'année suivante, il doit abandonner ce poste pour occuper celui d'assistant du professeur Angelo Genocchi, qui dispensait des cours de calcul infinitésimal. À soixante-cinq ans, Genocchi doit abandonner ses cours pour cause de santé durant les premiers mois de 1882, et n'est pas en mesure de revenir avant 1884. Peano doit donc reprendre sa charge d'enseignant durant les deux années universitaires. Il lui faut, entre autres, expliquer à ses élèves la théorie des courbes et des surfaces, ce qui le mène à ses premières découvertes.  
En effet, il relève une erreur, à travers un contre-exemple, dans le Cours de calcul différentiel et intégral (1868) du Français Alfred Serret. Genocchi lui affirme qu'il le savait déjà, et qu'il avait reçu quelques mois plus tôt une lettre du mathématicien allemand Hermann Amandus Schwarz qui l'informait avoir constaté l'erreur de Serret, avec à l'appui un contre-exemple semblable à celui de Peano. Il commence sa carrière scientifique et peut déjà se comparer à des scientifiques de l'envergure de Schwartz. 
En décembre 1884, Peano obtient la libera docenza, soit l'accréditation pour être professeur universitaire titulaire, ce qu'il ne sera qu'à la mort de Genocchi dont il occupera la chaire vacante en 1890. Il enseigne simultanément à l'Académie militaire royale de Turin, proche de l'université, à partir de 1886 et jusqu'en 1901, année où il n'est pas reconduit, sous la pression de ses étudiants et de ses collègues
En 1884, alors qu'il donne des cours de calcul infinitésimal, il décide de publier, en se fondant sur les notes de cours de Genocchi, sa première grande œuvre : Calcul différentiel et principes de calcul intégral, avec en sous-titre publié avec des ajouts du Dr Giuseppe Peano. Avec la publication de ce traité de calcul, Peano a l'occasion d'exprimer avec rigueur la majorité des concepts liés au calcul infinitésimal, ainsi que de corriger les nombreuses imprécisions dont souffrent les textes de l'époque, y compris ceux utilisés dans les cours de Genocchi. Le livre est grandement apprécié et, au fil du temps, traduit en allemand et en russe, et cité dans les universités d'Italie, de France, d'Allemagne et de Belgique.  
En 1884, il obtient une expression analytique de la fonction de Dirichlet qui affecte la valeur {\displaystyle 0} aux nombres rationnels et la valeur {\displaystyle 1} aux nombres irrationnels, tout en étant une fonction non continue en tous les points. La même année, il publie des études sur la convergence des séries numériques et, dès 1890, sur les aires des surfaces courbes. Il faut y ajouter un résultat connu sous le nom de théorème de Cauchy-Peano ou théorème d'existence de Peano. En 1888, Giuseppe Peano publie un Calcul géométrique selon l'Ausdehnungslehre de H. Grassmann, précédé des opérations de logique déductive. Deux particularités de cette œuvre : la première est que Peano a écrit un premier chapitre non numéroté, dédié aux opérations de logique déductive. C'est le premier texte que le mathématicien publie sur le sujet, consistant à établir une logique symbolique susceptible d'appuyer les raisonnements mathématiques. La deuxième particularité réside au début du chapitre IX, intitulé « Transformations de systèmes linéaires ». Il établit pour la première fois, dans ce chapitre, les axiomes de l'espace vectoriel pour un système d'entités qui vérifient lesdits axiomes, et qu'il nomme « systèmes linéaires »,. 
Au début de 1889, Giuseppe Peano publie un livret d'à peine 36 pages où il introduit pour la première fois les « axiomes de Peano » sur la construction des nombres naturels. Il l'intitule Arithmetices principia nova methodo exposita, qui sera, en grande partie, adopté par la communauté mathématique. Dans le prolongement de sa contribution à l'axiomatique et à la logique symbolique, Peano formule un projet de langage logique universel grâce auquel il va pouvoir tout, ou presque, écrire et comprendre, avec son Formulaire de mathématiques. Il considère qu'il porte et mène à bien les idées de langage universel que Leibniz a exprimées dans son Characteristica Universalis. Il finit par passer plus de temps à l'enseignement de ses notations, et au soin passé à établir les définitions et concepts de base, qu'au programme qu'il doit traiter. Pour cette tâche, il concentre tous ses efforts, de 1888 à 1908, année de la cinquième et dernière édition de son Formulaire de mathématiques. Convaincu des bénéfices de son formulaire et des symboles, Peano en vient à proposer, avec de sérieux arguments à l'appui, que les travaux menés dans le cadre de l'obtention du diplôme soient rédigés dans ce nouveau langage. Ce type d'enseignement, considéré comme peu orthodoxe par ses confrères de l'université de Turin, provoque de graves protestations chez un groupe majoritaire. Lors d'une réunion de la faculté en 1910, celui-ci parvient à relever Peano de ses fonctions de professeur d'analyse dans l'enseignement supérieur. Peano conserve cependant sa position à l'université, même si pour des raisons analogues, on ne lui confie plus les étudiants de l'école d'ingénieurs associée. À partir de ce moment, son intérêt pour la recherche en logique mathématique décline grandement. 
En 1890, Giuseppe Peano publie un bref article de quatre pages dans la revue Mathematische Annalen, sous le titre « Sur une courbe, qui remplit toute une aire plane », connue sous le nom de courbe de Peano. 
Giuseppe Peano meurt d'un infarctus aux côtés de son épouse, le 20 avril 1932, à l'âge de septante-trois ans, dans sa maison de campagne de Cavoretto, près de Turin. Le jour même, il n'avait pas manqué à son rendez-vous le plus important désormais : ses cours, qu'il dispensait avec passion.

## Travaux

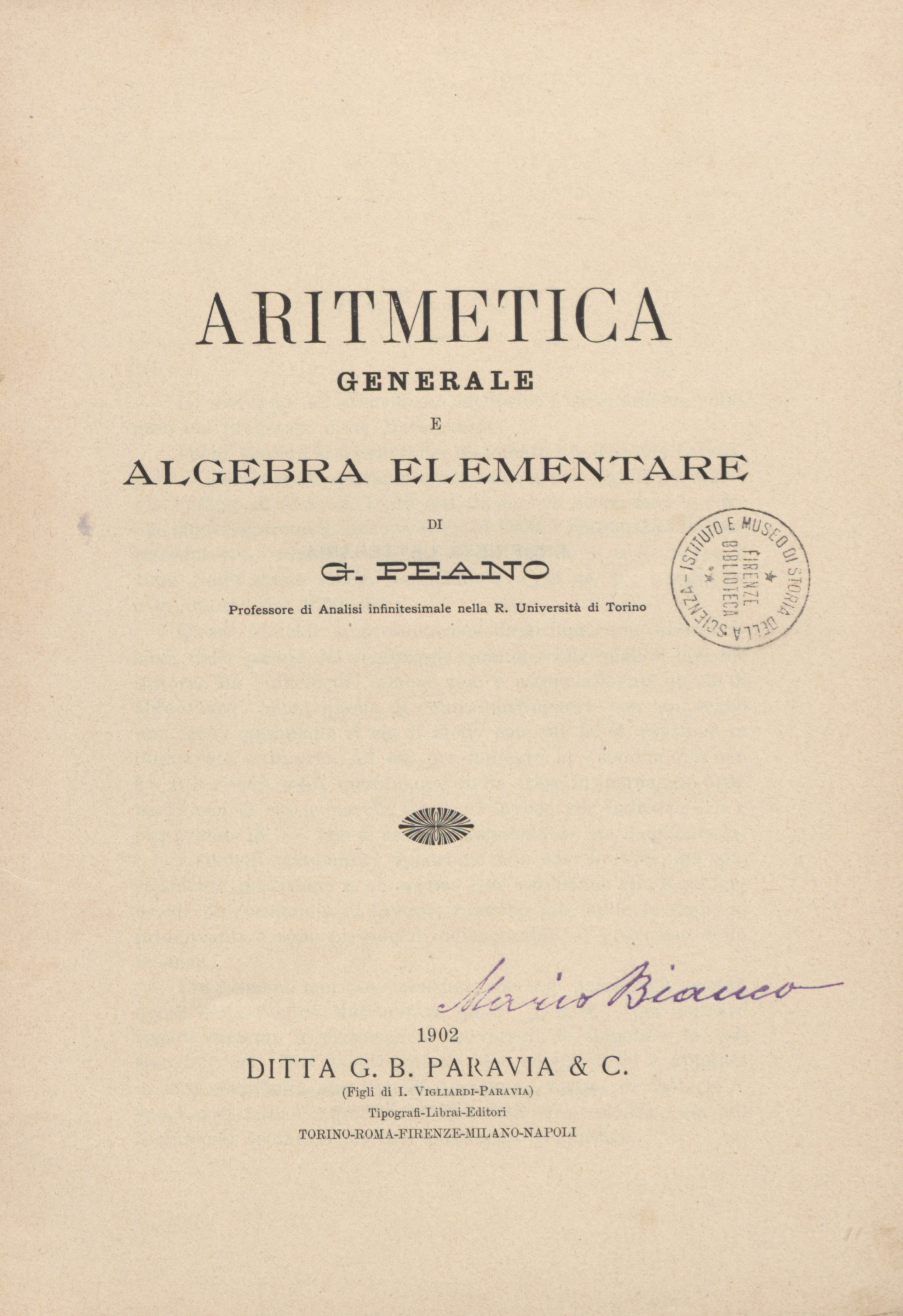
Aritmetica generale e algebra elementare, 1902.

Les premiers travaux de Peano, qu'il commence à publier en 1881, portent sur l'analyse infinitésimale. En 1884, il est le principal auteur des notes de cours de son professeur Genocchi. S'inscrivant dans une refondation de l'analyse, déjà initiée par Weierstrass en Allemagne à partir des années 1860, et Dini en Italie à partir des années 1870, son ouvrage Calcolo Differenziale e Principii di Calcolo Integrale recense plusieurs erreurs ou inexactitudes parues en particulier dans les ouvrages français de Serret ou de Jordan.
On ne retient plus guère aujourd'hui que sa fameuse courbe qui remplit le carré : une fonction continue définie sur l'intervalle {\displaystyle [0,1]} (un segment de droite) et surjective sur le carré {\displaystyle [0,1]\times [0,1]}. Cependant Peano participe à la mise au point du calcul infinitésimal réel, en particulier en clarifiant et en rendant rigoureuses certaines définitions et théories en usage. Il construit plusieurs contre-exemples comme sa courbe. Il travaille par exemple sur l'intégration, la définition de l'aire d'une surface, la résolution des systèmes d'équations différentielles du premier ordre (voir le théorème de Peano). Il s'intéresse également à l'analyse vectorielle et popularise en Italie les travaux pionniers de Grassmann ; à cette occasion, il définit la notion d’espace vectoriel réel et d’application linéaire.
Il est un des pionniers de la méthode axiomatique moderne. L'axiomatisation de l'arithmétique, qu'il publie en 1889, un peu après Richard Dedekind, mais indépendamment de ce dernier porte aujourd'hui son nom. Peano est l'un des protagonistes de la crise des fondements des mathématiques au tournant du XIXe et du XXe siècle, en particulier à travers l'influence qu'il a sur Bertrand Russell.
Les notations des mathématiques d'aujourd'hui doivent beaucoup à son Formulaire de mathématiques, un ambitieux projet de formalisation des mathématiques, écrit en français, qu'il conduit, aidé de plusieurs de ses élèves, de 1895 à 1908. Il est le premier à parler de logique mathématique, un terme qui a fini par prendre le pas sur ceux proposés pour cette nouvelle discipline, distincte de la logique traditionnelle, et qui recouvre aujourd'hui ce que Louis Couturat dénomme « logistique » et David Hilbert « métamathématique ». Il est aussi connu pour sa construction des nombres rationnels.

## Dates importantes
- 1881 : Première publication.
- 1884 : Calcolo Differenziale e Principii di Calcolo Integrale.
- 1887 : Applicazioni Geometriche del Calcolo Infinitesimale.
- 1889 : Nommé Professeur Première classe à l'Académie militaire royale.
- 1889 : Arithmetices principia: nova methodo exposita.
- 1890 : Nommé Professeur extraordinaire de calcul infinitésimal à l'université de Turin.
- 1891 : Membre de l'Académie des sciences de Turin.
- 1893 : Lezioni di Analisi Infinitesimale, 2 vols.
- 1895 : Promu Professeur Ordinaire.
- 1901 : Fait chevalier de l’ordre des Saints-Maurice-et-Lazare.
- 1903 : Annonce Latino sine flexione.
- 1905 : Fait Chevalier de l'ordre de la Couronne d'Italie. Élu membre correspondant de l'Accademia dei Lincei à Rome la plus haute distinction Italienne pour les scientifiques.
- 1908 : Cinquième et dernière édition du Formulaire de mathématiques.
- 1917 : Fait Officier de la Couronne d'Italie.
- 1921 : Promu Commendatore de la Couronne d'Italie.

## Postérité
Sa petite-nièce, l’écrivain et poétesse Lalla Romano, a rapporté de multiples anecdotes (pas uniquement familiales) sur la vie de ce grand mathématicien dans son roman biographique Una giovinezza inventata (1979).
Ugo Cassina, fidèle disciple du mathématicien piémontais et éditeur de ses œuvres complètes, dresse une liste de 45 italiens, membres de l'« école de Peano », parmi lesquels les plus impliqués dans son « programme » par leurs contributions à la logique, aux fondements des mathématiques, et à la théorie des espaces vectoriels, sont Giovanni Vailati (it), Filiberto Castellano (it), Cesare Burali-Forti, Alessandro Padoa, Giovanni Vacca, Mario Pieri et Tommaso Boggio.
Giuseppe Peano est l'auteur de plus de 200 publications, d'abord analyste, puis logicien, mais plus intéressé par la formalisation des mathématiques que par la logique elle-même. Il finit par consacrer la fin de sa vie à la mise au point et à la promotion du latino sine flexione, un latin dont le vocabulaire est conservé mais la grammaire très simplifiée, sans les modifications morphologiques dues à la déclinaison et à la conjugaison. Il voyait celui-ci comme une langue auxiliaire pour les échanges internationaux, en particulier scientifiques.

## Honneur
L'astéroïde (9987) Peano porte son nom.